# МР-123-02/3 (радиолокационная станция)
МР-123-02/3 «Багира» — российская корабельная система управления артиллерийским огнём. Предназначена для управления артиллерийскими установками калибра 30, 57, 76 и 100 мм, а также пусковыми установками неуправляемых ракет калибра 122 и 140 мм. Обеспечивает стрельбу по надводным, воздушным (включая низколетящие) и береговым целям.
Система способна самостоятельно обнаруживать и сопровождать цели в режиме секторного (90°) и кругового (360°) обзора, а также принимать целеуказания от корабельных систем. По обнаруженным целям система определяет степень их опасности, выдаёт целеуказание по четырём наиболее опасным, а две наиболее опасные берёт на автосопровождение с выработкой данных для наведения артиллерийских установок.
Цели сопровождаются радиолокационно в X-диапазоне и оптико-электронным устройством с дневным и ночным оптическими каналами.
При ведении огня система может управлять одновременно несколькими артиллерийскими установками двух разных калибров, наводя их на одну или две надводных, воздушных или береговых цели.
Система осуществляет измерение промахов для ввода корректуры в данные наведения, проводит метеобаллистическую подготовку, обеспечивает защиту от активных и пассивных помех.
Многофункциональные индикаторы отображают надводную и воздушную обстановку, а также текущую информацию.
Для подготовки персонала и технического контроля в систему встроен программный имитатор-тренажёр.

## Устройство
В состав СУО «Багира» входят следующие устройства:
- РЛС с вращающейся антенной Кассегрена (прибор 1М) с цифровым следящим безредукторным приводом на моментных двигателях. Разработана на основе антенны системы МР-123 «Вымпел». Включает в себя телевизионно-оптическое устройство (ТОУ), которое обеспечивает визуальный обзор в направлении радиолокационного луча;
- РЛС с четырьмя неподвижными активными фазированными решётками (АФАР, совместно с ОЭПУ составляет прибор ПП);
- Оптико-электронное прицельное устройство (ОЭПУ) «Сфера-02» с оптическим, инфракрасным и лазерным каналами;
- Оптическая колонка (прибор 1АМ), предназначенная для ручного наведения артиллерийской установки (устанавливается по требованию заказчика);
- Два автоматизированных рабочих места АРМ-1 и АРМ-2 (приборы 3М-1, 3М-2) с цветными жидкокристаллическими панелями, пьезоэлектрическими кнопками и сенсорными панелями;
- Цифро-аналоговый компьютер для сопряжения с вооружением и внешними системами (прибор ПС);
- Цифровой компьютер для обработки сигналов и расчёта баллистики (прибор ВС-123-02 СМ);
- Устройство адаптивной селекции движущихся целей и синхронизации (прибор 3Б-М);
- Приёмно-передающее устройство (приборы 2М и 2А-М);
- Устройство питания (прибор 6М). Входное напряжение трёхфазное, 220 В, 400 Гц. Максимальная потребляемая мощность 18 кВт.

Связь с внешними устройствами и вооружением осуществляется при помощи интерфейсов «Манчестер-2» и «Ethernet» 1000BASE-T. Возможен приём и выдача аналоговых сигналов.
Система может устанавливаться в трёх модификациях:
- МР-123-02/3-4 (полная комплектация — РЛС, АФАР, «Сфера-02»);
- МР-123-02/3-4.1 (только РЛС);
- МР-123-02/3-4.2 (АФАР, «Сфера-02»).

Масса системы в зависимости от состава оборудования — от 900 до 2500 кг, в том числе вес антенны Кассегрена — 600 кг.

## Установки на кораблях
На июнь 2016 года единственным кораблём ВМС России, оснащённым СУО «Багира», является БПК проекта 1155 «Адмирал Трибуц». На нём стандартная для этого проекта СУО МР-145 «Лев» во время ремонта и модернизации 2013–2016 гг. заменена на МР-123-02/3 «Багира».

## Артиллерийские установки
СУО опробовано разработчиком со следующими артиллерийскими установками:
- АК-725 — спаренная 57-мм АУ;
- АК-100 — одноствольная 100-мм АУ;
- АК-176 — одноствольная 76-мм АУ;
- АК-230 — спаренная 30-мм АУ;
- АК-630М — шестиствольная 30-мм АУ;
- АК-726 — спаренная 76-мм АУ;
- А-190 — одноствольная 100-мм АУ;
- НРО-МС — пусковые установки 122- и 140-мм неуправляемых ракет.